# Antic Pont de Vilanova d'Espoia
L'Antic Pont de Vilanova d'Espoia és un pont del municipi de la Torre de Claramunt inclòs en l'Inventari del Patrimoni Arquitectònic de Catalunya. Es troba paral·lel al Pont Nou de Vilanova d'Espoia, a tan sols dos metres de distància.

## Descripció
Està format per un arc de mig punt; els costats són altíssims, donada la profunditat que té el torrent de Gost. El material amb què fou construït és pedra local i els angles de l'arc es reforcen amb maó. Les dimensions són d'uns 20 m de llargada per 4 d'amplada, aproximadament.

## Història
El seu origen no està documentat, però podria ser bastant anterior al pont nou, que coincideix amb la construcció de la nova carretera que porta al poble de Vilanova d'Espoia, que ja podria ser del segle xx.